# Fabia Arete
Fabia Arete, var en skådespelare, sångerska och dansös i antikens Rom. 
Hon var en frigiven före detta slav, vilket var en vanlig bakgrund för en scenartist.  Hon beskrivs som archimima, dvs en första-skådespelerska och framstående scenartist i den romerska mim-teatern, och som en diurna, vilket innebar att hon hade en fast daglig lön och hade nog framgång för att vara verksam som gästartist på olika teatrar och sällskap.
Hon beskrivs som en framstående scenartist och tillhörde förmodligen den minoritet skådespelerskor som hade talroller under en tid när kvinnliga skådespelare vanligen bara tilläts dansa eller medverka i körsång. Detta avspeglas av hennes lön, då hon var uppenbart förmögen eftersom hon kunde bekosta ett praktfullt gravmonument för sig själv och sin frigivna make. En roll hon förmodas ha spelat var den kända komiska rollen som den intrigerande hustrun Charition.